# Eli Ben-Dahan
Eli Ben-Dahan (hebr.: אלי בן-דהן, ur. 11 lutego 1954 w Casablance) – izraelski rabin i polityk, w latach 2013–2015 wiceminister spraw religijnych, od 2015 wiceminister obrony, od 2013 poseł do Knesetu z list Żydowskiego Domu i Likudu.

## Życiorys
Urodził się 11 lutego 1954 w Casablance. W 1956 wyemigrował do Izraela.
Uzyskał smichę rabinacką. Ukończył studia z zakresu administracji w biznesie (BA) na Touro College w Nowym Jorku, a następnie z zakresu polityki publicznej na Uniwersytecie Hebrajskim w Jerozolimie (MA).
W wyborach w 2013 po raz pierwszy został wybrany posłem z listy Żydowskiego Domu. W dziewiętnastym Knesecie zasiadał w komisji budownictwa. 18 marca wszedł w skład powołanego trzeciego rządu Binjamina Netanjahu jako wiceminister spraw religijnych w resorcie kierowanym przez Naftalego Bennetta. Pozostał na stanowisku do końca kadencji (14 maja 2015). W przyśpieszonych wyborach w 2015 uzyskał reelekcję, a 22 maja 2015 dołączył do powołanego kilka dni wcześniej nowego rządu premiera Netanjahu, tym razem jako wiceminister obrony. Ministerstwem do 22 maja 2016 kierował Mosze Ja’alon – po jego dymisji również Ben-Dahan został odwołany ze stanowiska, jednak powrócił na stanowisko po ośmiu dniach jako zastępca najpierw Awigdora Liebermana, a od 18 listopada 2018 Netanjahu.
W wyborach w kwietniu 2019 kandydował z listy Likudu i ponownie został wybrany posłem. W dwudziestym pierwszym Knesecie powołał jednak własną jednoosobową frakcję – Achi.

## Życie prywatne
Jest żonaty, ma dziewięcioro dzieci.